# بخش کارایکال
بخش کارایکال (به انگلیسی: Karaikal district) یک منطقهٔ مسکونی در هند است که در پودوچری واقع شده‌است. بخش کارایکال ۱۶۱ کیلومتر مربع مساحت و ۲۰۰٬۲۲۲ نفر جمعیت دارد.